# Ayerbe
Ayerbe ist eine spanische Gemeinde in der  Provinz Huesca der Autonomen Region Aragonien.
Ayerbe befindet sich in der Comarca Hoya de Huesca. Es liegt auf 528 m Höhe im Zentrum des Somontano, etwa 28 km von Huesca entfernt. Ayerbe hat eine Bahnstation an der Bahnlinie von Madrid nach Jaca und Canfranc.
Der Ort verfügt über zwei langgezogene Plätze und ist um den ehemaligen Palast der Marqueses von Ayerbe (16. Jahrhundert) und um ein Gebäudeensemble gruppiert.

## Bevölkerungsentwicklung

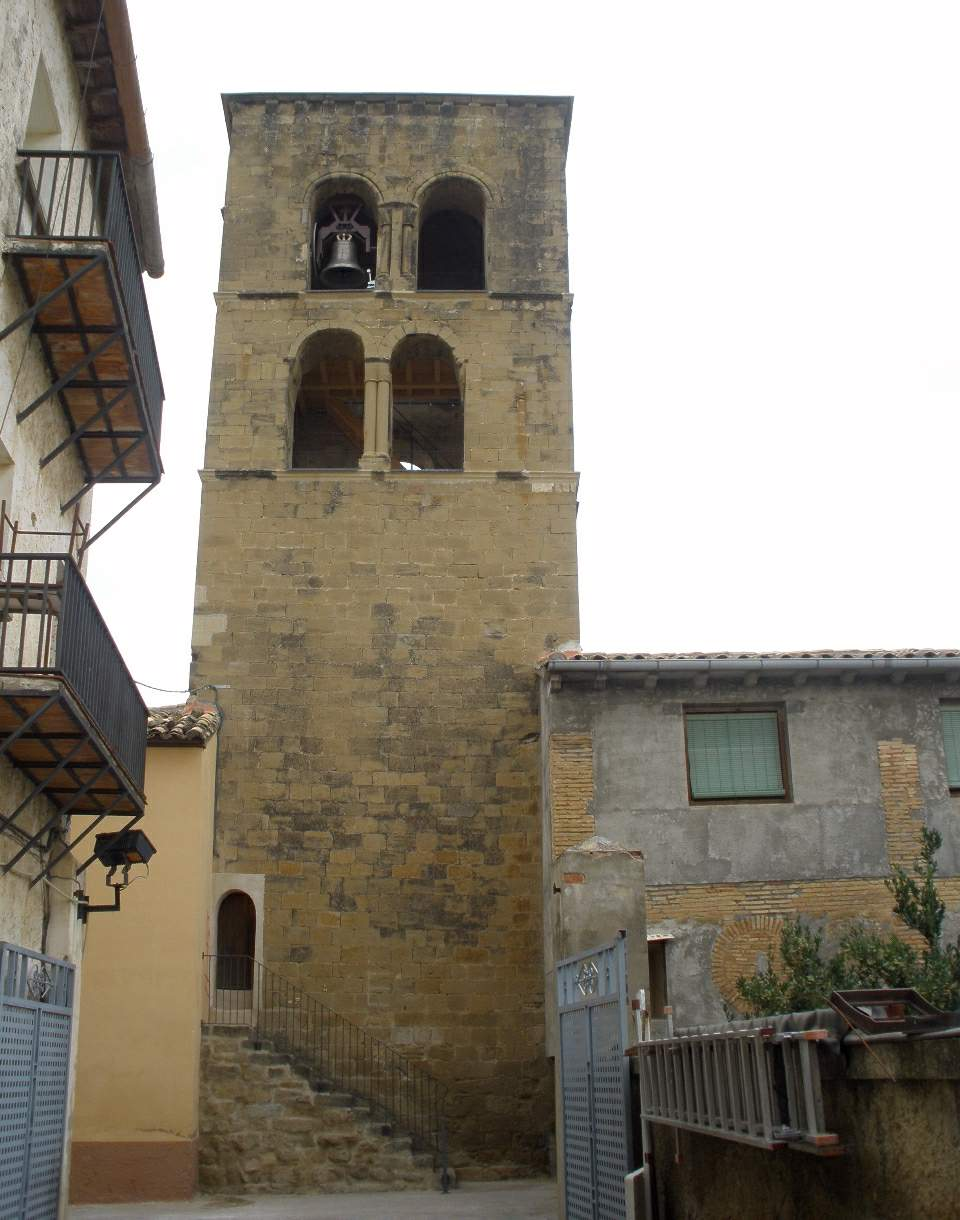
Torre de San Pedro

| 1900  | 1910  | 1930  | 1940  | 1950  | 1960  | 1970  | 1981  | 1986  | 1992  | 1999  | 2004  | 2005  | 2007  | 2008  | 2009  | 2010  | 2011  |
| ----- | ----- | ----- | ----- | ----- | ----- | ----- | ----- | ----- | ----- | ----- | ----- | ----- | ----- | ----- | ----- | ----- | ----- |
| 2.546 | 2.523 | 2.480 | 2.430 | 2.409 | 2.180 | 1.895 | 1.356 | 1.328 | 1.198 | 1.111 | 1.092 | 1.097 | 1.111 | 1.126 | 1.125 | 1.119 | 1.125 |

## Sehenswürdigkeiten
- Palacio de los Marqueses de Urriés, erbaut im 15. Jahrhundert (Bien de Interés Cultural)
- Torre de San Pedro, Turm einer abgerissenen Kirche aus dem 12. Jahrhundert (Bien de Interés Cultural)

## Persönlichkeiten
Der Medizin-Nobelpreisträger Santiago Ramón y Cajal (1852–1934) lebte zehn Jahre lang in Ayerbe, wo ihm das Museum Santiago Ramón y Cajal gewidmet ist.